# Mnich (román)
Mnich (1796, The Monk) je gotický román anglického preromantického spisovatele Matthewa Gregoryho Lewise vyprávějící o madridském mnichovi Ambrosiovi, který neodolá svodům Satanovým, propadne neřestným vášním tělesného chtíče a pod maskou ctihodnosti kupí jeden zločin na druhým, přičemž ale současně prožívá i duševní utrpení nad svou scestnou vášní přemáhající jeho ctnostná předsevzetí. Tímto motivem vnesl Lewis do anglického gotického románu novou problematiku – tragédii duše. 

## Vznik a první vydání románu
Lewis román napsal pod vlivem prvních německých romantiků a Ann Radcliffové během svého pobytu v Haagu, kde od roku 1794 působil jako atašé britského velvyslanectví.
První anonymní vydání románu bylo dříve datováno do roku 1795, ale protože nebyly nalezeny žádné kopie knihy s takovým datem a ani tehdejší zdroje se na toto datum neodkazují, začal se upřednostňovat rok 1796. Román měl velký úspěch a jeho autor byl podle něho přezdíván Monk (Mnich) Lewis. Pro erotické scény, zvrácenou sexualitu a pro popisy znásilnění a dalších zvrhlých Ambrosiových zločinů a také pro zobrazení pokrytectví církevních řádů vyvolal román morální pobouření některých recenzentů i části veřejnosti a hrozil dokonce úřední zákaz šíření románu. Z tohoto důvodu Lewis pro druhé vydání knihy, které již podepsal svým jménem, některé nejchoulostivější pasáže vypustil nebo upravil.

## Obsah románu

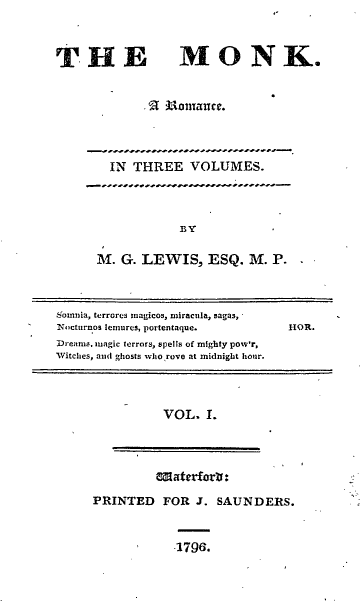
Druhé vydání románu Mnich

Hlavním hrdinou příběhu je třicetiletý mnich Ambrosio, opat madridského kláštera kapucínů. Jeho kázání jsou obdivována, je velmi žádaný jako zpovědník a po celém městě je znám pod jménem „Vtělená svatost“. Jeho původ je nejasný. Minulý představený kapucínů ho našel jako nemluvně přede dveřmi opatství, byl vychován v klášteře a výjimečná přísnost jeho života vedla k tomu, že ho prostý lid považuje za svatého. Ve skutečnosti v něm zdánlivá pokora zápasí s pýchou a s přesvědčením, že převyšuje ostatní lidské tvory.
Do Madridu přijíždí patnáctiletá krásná, cudná a nevinná Antonia, která byla vychována na starém zámku v Murcii, kde žila jen se svou matkou, doňou Elvírou. Zúčastni se Ambrosiova kázání, na kterém jí potká mladík don Lorenzo de Medina, okamžitě se do ní zamiluje a chce se s ní oženit. Brání tomu však jejich rozdílné společenské postavení, takže Lorenzo musí získat souhlas své rodiny.
Při zpovědi jeptišek kláštera svaté Kláry ztratí jedna z nich dopis. Ten najde Ambrosio a zjistí, že je od jejího milence a že jde o plán jejího útěku z kláštera. Jde o Agnes, mladší sestru dona Lorenza, která odešla do kláštera ze zoufalství poté, co se domnívala, že jí její milenec don Raymond de las Cisternas, přítel dona Lorenza, opustil. Náhoda je opět spojí, oba milenci nemohou bez sebe být, několikrát se v noci sejdou a Agnes otěhotní. Ambrosio je pobouřen, že Agnes svou necudností pošpinila své svěcené roucho, a přes její zoufalé prosby o slitování ji udá matce představené, ačkoliv ví, že jí čeká krutý trest. Matka představená, osoba kruté a pomstychtivé povahy, Agnes uspí zvláštním lektvarem, tajně jí uvězní v kobkách pod klášterem a dává jí jen tolik chleba a vody, aby jí udržela naživu. Jejímu uspání je tajně přítomna matka Uršula, která se domnívá, že matka představená Agnes zavraždila.

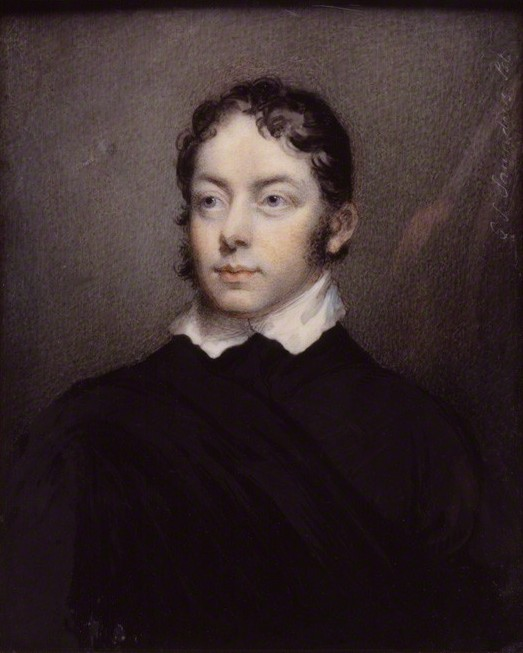
Matthew Gregory Lewis kolem roku 1800

Ambrosio jednoho dne zjistí, že mladý klášterní novic Rosario, se kterým se přátelí, je ve skutečnosti mladá žena jménem Matylda, která ho zoufale miluje a opustila pro něho svou rodinu. Ambrosio její lásku odmítá. Když jí chce darovat růži, uštkne ho had a on smrtelně onemocní. Matylda ho ošetřuje, a když se k překvapení všech zotaví, odhalí mu, že vysála jed z jeho rány a nyní umírá ona. Prosí ho, aby se s ní miloval, a on pokušení podlehne. Matylda mu pak řekne, že nyní chce žít a v noci provede na hřbitově v kryptě tajemný obřad, jehož obsah Ambrosiovi neřekne a díky kterému se uzdraví.
Raymond vypráví Lorenzovi příběh své lásky k Agnes. Po ukončení studia se vydal na cesty. Po návštěvě Paříže se vydal do Štrasburku, ale nedaleko města měl jeho dostavník nehodu. Raymond se proto na radu vozky ubytoval na noc v blízké chýši dřevorubce. V chýši se rovněž ubytovala baronka Rodolfa z Lindenbergu, na kterou čekal ve Štrasburku její manžel.
Manželka dřevorubce Markéta, která byla ke sňatku s dřevorubcem donucena, Raymonda varovala, že její manžel je ve skutečnosti lupič, kterému vozka dodává oběti. Ty pak dřevorubec okrádá a zabíjí. Díky tomu se Raymondovi společně s baronkou a s Markétou, která nenáviděného manžela zabila, podařilo uprchnout.
Na pozvání baronky a jejího manžela pak Raymond navštívil jejich hrad Lindenberg v Bavorsku, kde se seznámil s Agnes, barončinou neteří a Lorenzovou sestrou. Agnes je rodiči nucena stát se jeptiškou. Její matka onemocněla, když očekávala její narození, a slíbila, že pošle Agnes do kláštera, pokud ji bezpečně porodí, což se skutečně stalo.
Agnes a Rymond se do sebe zamilovali a Raymond se snažil si naklonit baronku, aby jim byla nápomocna. Ta si jeho snahu špatně vyložila, domnívala se, že jí miluje a sama se do něho také zamilovala. Když zjistila, že Raymond miluje Agnes, začala ho nenávidět a požádalo ho, aby hrad opustil.
Agnes a Raymond se pak rozhodli. že spolu uprchnou. Domluví se, že Agnes se přestojí za Krvavou jeptišku, ducha, který se na hradě pravidelně objevuje. Útěk se podaří, ale pak Raymond s hrůzou zjistí, že do kočáru s ním nastoupila skutečná Krvavá jeptiška, která se mu poté začala každou noc zjevovat. Od příšery mu pomohl záhadný cizinec, pravděpodobně Věčný Žid, který mu vysvětil, že Krvavá jeptiška je Beatrice de las Cisternas, prateta jeho praděda. Na přání svých rodičů složila řeholní slib, ale pak prchla s baronem z Lindenbergu na jeho hrad a zde žila jako jeho konkubína. Setkala se zde s jeho bratrem Ottou a stala se rovněž jeho milenkou. Na jeho přání zavraždila barona a Otto jí následně zabil, aby se zbavil svědkyně. Její tělo zůstal nepochované v jedné jeskyni, ale její duch se začal Ottovi zjevovat, až propadl děsu tak nesnesitelnému, že mu z toho puklo srdce. Raymond dostal za úkol pohřbít její ostatky do rodinné hrobky, čímž její duch dosáhl klidu.
V Madridu Raymond zjistil, že Agnes se mezitím stala jeptiškou v klášteře svaté Kláry, protože se domnívala, že ji Raymond opustil, čemuž napomohlo jeho pomlouvání od uražené baronky Rodolfy, jejíž nenávist k němu jí dovedla dokonce k tomu, že na něho poslala nájemné vrahy. Raymond se začal s Agnes tajně scházet a Agnes nakonec otěhotněla. Připravil proto její útěk a zároveň požádal svého strýce, kardinála u papežského dvora v Římě, aby získal papežskou bulu, která zbaví Agnes jejích závazků k řeholi.
Poté, co Raymond své vyprávění dokončí, Lorenzo, kterého nejprve pobouřilo, že Raymond pošpinil Agnesinu čest, nakonec slíbí příteli pomoc. Připravovaný Agnesin útěk z kláštera se však nepovede, protože Agnes se na dohodnuté místo nedostaví. Lorenzo chce navštívit sestru v klášteře, ale je mu řečeno, že Agnes onemocněla a návštěvy by jí přitížili. Když je Raymondovi doručena očekávaná papežská bula, Lorenzo ji bez prodlení předloží matce představené a žádá, aby mu byla sestra okamžitě vydána. Ta mu řekne, že Agnes zemřela, čemuž Lorenzo s Raymondem moc nevěří.
Ambrosio a Matylda jsou tajnými milenci, ale Ambrosiovi Matylda postupně zevšední, nakonec jej odpuzuje a začne toužit po jiných ženách. Setká se s Antonií a ta jej okamžitě začne přitahovat. Stane se zpovědníkem její matky Elvíry, navštěvuje jí v jejím domově a doufá, že se mu povede Antonii svést. Když Elvíra zjistí jeho záměry, oznámí mu, aby k nim přestal chodit. Matylda řekne Ambrosiovi, že mu může pomoci získat Antonii, a to použitím prostředku, kterým se uzdravila, totiž čarodějnictvím. Ambrosio je nejprve zděšen, ale když mu Matylda pomocí kouzelného zrcadla ukáže, jak se Antonie koupe, souhlasí. Odejdou spolu opět na hřbitov, kde Matylda vyvolá Lucifera. Ten se zjeví v mladé a pohledné podobě a dá Matyldě magickou snítku myrty, která umožní Ambrosiovi otevřít jakékoli dveře, uspat Antonii a uspokojit svou touhu, aniž by Antonie věděla, kdo jí zneuctil.
Raymondův služebník chce pomoci svému pánovi najít Agnes. Přestojí se za žebráka a jde do kláštera svaté Kláry pro almužnu. Když odchází, matka Uršula, která jej poznala, mu dá koš dárků se vzkazem, aby požádal svého strýce kardinála, aby dal matku představenou zatnout za vraždu Agnes. Protože se Raymond z této zprávy zhroutí, vydá se za kardinálem Lorenzo.
Ambrosio použije kouzelnou snítku, aby vstoupil do Antoniiny ložnice. Uspí ji a chce ji znásilnit, když se objeví její matka Elvíra. Ambrosio ji v panice udusí a prchne do opatství neuspokojen ve své touze a zděšen tím, že se stal vrahem. Antonii, zdrcené smrtí matky, se zjeví její duch, který jé oznámí, že se za tři dny setkají. Vyděšená Antonia omdlí, najde ji její hospodyně a požádá Ambrosia o pomoc. Matylda pomůže Ambrosiovi získat odvar, který přivede Antonii do stavu zdánlivé smrti. Ambrosio jí lektvar podá a všichni si myslí, že Antonia zemřela. Je pohřbena v kryptě u svaté Kláry a ocitne se tak zcela v Ambrosiově moci.

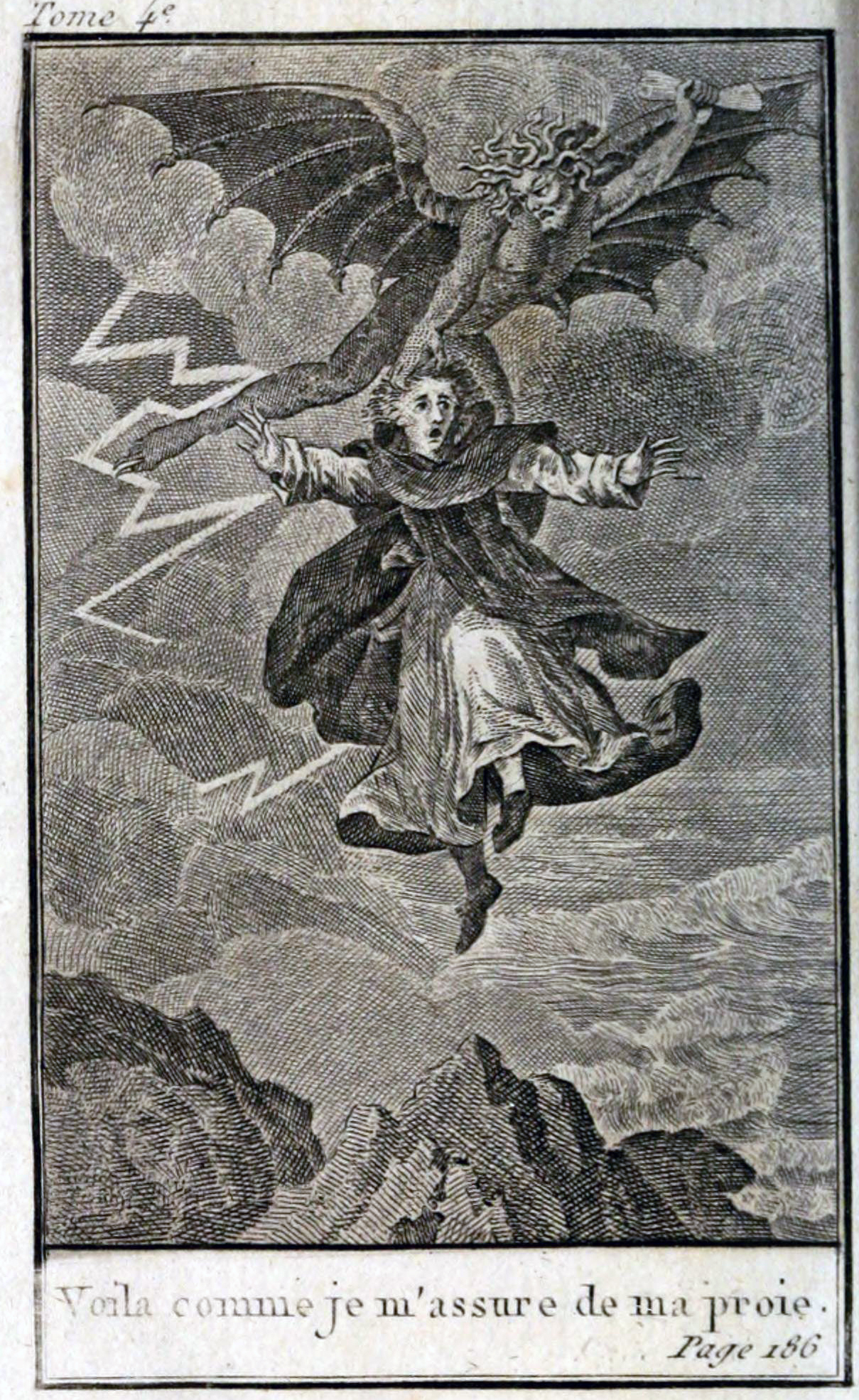
Ilustrace z francouzského vydání z roku 1811

Lorenzo přijíždí zpět do Madridu se zástupcem inkvizice. Během průvodu na počest svaté Kláry je matka představená zatčena. Matka Uršula veřejně popíše Agnesinu smrt z rukou sester. Když dav uslyší, že je matka představená vrah, rozběsní se, zabije matku představenou, začne útočit na další jeptišky a zapálí klášter.
Lorenzo se snaží zabránit vraždám dalších jeptišek a přitom najde v kryptě kláštera jejich vyděšenou skupinu a mladou ženu jménem Virginia de Villa Franca. Zároveň všichni uslyší hluboké a táhlé zasténání, o kterém jsou jeptišky přesvědčeny, že je vydává nějaký duch. Lorenzovi se však podaří najít průchod vedoucí dolů do další krypty, kde najde Agnes, jak drží mrtvé tělo svého dítěte, které zde porodila. S pomocí Virginie Lorenzo zachrání Agnes a ostatní jeptišky z krypty.
Antonia se mezitím probudí ze svého spánku v kryptě a Ambrosio ji znásilní. Poté je z Antonie stejně znechucen jako z Matyldy, která ho přijde varovat před venku zuřícími nepokoji. Ambrosio Antonii zabije při jejím pokusu o útěk. Její křik však uslyší Lorenzo a inkvizitor, který mezitím přivedl na pomoc klášteru vojáky. Ambrosio a Matylda jsou odhaleni a zatčeni.
Lorenzo je otřesen smrtí Antonie, ale Virginia, která ošetřuje nemocnou Agnes, postupně získá jeho lásku. Raymond se ožení s uzdravenou Agnes a Lorenzo s Virginí.
Ambrosio a Matylda jsou předvedeni před inkvizici. Matylda přizná svou vinu a je odsouzena k upálení. Ambrosio prohlašuje, že je nevinen, ale když čelí krutému mučení, přiznává své zločiny a je rovněž odsouzen k upálení. V cele se mu zjeví Matylda, která mu oznámí, že zaprodala svou duši ďáblu výměnou za svobodu a život. Ambrosio v zoufalství požádá také Lucifera, aby mu pomohl. Ten se mu zjeví ve své strašlivé podobě a žádá od něho jeho duši. Ambrosio se zdráhá vzdát se naděje na Boží odpuštění, ale Lucifer mu řekne, že pro něj již žádné neexistuje, a tak Ambrosio nakonec smlouvu podepíše. Lucifer jej odnese někam do divočiny a tam ho informuje o tom, že Elvira byla jeho matka a Antonia jeho sestra, takže ke svým zločinům přidal ještě incest. Řekne mu, že chtěl jeho duši získat již dávno, ještě když byl považován za svatého, a že Matylda byl démon, který mu v tom pomáhal.
Poté Lucifer poukáže na to, že obsahem dohody bylo, aby se Ambrosio dostal ze své cely, což splnil, a nyní může Ambrosia zabít, aby získal jeho duši okamžitě. Vynese Ambrosia vysoko na oblohu a pustí jej, aby se roztříštil na skalách pod nimi.

## Adaptace
- La nonne sanglante (1835, Krvavá jeptiška) divadelní hra francouzských dramatiků Augusta Aniceta-Bourgeoise a Juliena de Malliana obsahující motivy z románu Mnich.[4]
- Maria de Rudenz (1838), opera italského skladatele Gaetana Donizettiho, libreto Salvadore Cammarano podle francouzské hry Krvavá jeptiška z roku 1835.[5]
- La nonne sanglante (1854, Krvavá jeptiška), opera francouzského skladatele Charlese Gounoda založená na románu Mnich, libreto Eugène Scribe a Germain Delavigne.[4]
- Raymond and Agnes (1855, Raymond a Agnes), opera anglického skladatele Edwarda Lodera podle románu Mnich s motivy z Lewisovy divadelní hry Uvězněná, libreto Edward Fitzball.[6]
- Le Moine (1931, Mnich), román francouzského spisovatele Antonina Artauda, volný překlad Lewisova románu.[7]
- Le Moine (1972, Mnich), francouzský film, režie Adonis Kyrou, scénář Luis Buñuel a Jean-Claude Carrière , v titulní roli Franco Nero.
- La nonne sanglante (1981, Krvavá jeptiška), francouzský televizní film, režie Bernard Maigrot.
- The Monk (1990, Mnich), španělsko-britský film, režie Francisco Lara Polop.
- Le Moine (2011, Mnich, francouzský film, režie Dominik Moll.[8]

## Česká vydání
- Mnich, Praha: Odeon 1971, přeložil František Vrba.
- Mnich, Frýdek-Místek: Alpress 2015, přeložil František Vrba.
- Mnich, Praha: Městská knihovna v Praze 2019, přeložil František Vrba, elektronická kniha.